# Max Spohr
Max Spohr (Braunschweig, 17 november 1850 -  Leipzig, 15 november 1905), zijn volledige naam was Johannes Hermann August Wilhelm Max Spohr, was een Duitse uitgever, actief in het Duitse Keizerrijk. Zijn uitgeverij ontsloot onder meer de werken van Oscar Wilde voor de Duitse markt en zou een van de eerste uitgeverijen zijn die een langdurige en structurele productie had over homoseksualiteit. Hij werkte veelvuldig met Magnus Hirschfeld samen en was medeoprichter van het Wissenschaftlich-humanitäre Komitee.

## Vroege leven en uitgeverij
Spohr werd geboren in Brunswijk in het noordwesten van Duitsland. Hij was zelf heteroseksueel - Hirschfeld zou over hem zeggen dat hij 'onaangedaan was door andersoortige gevoelens' - en trouwde op zijn dertigste met een vrouw uit Keulen. Zij zouden drie kinderen krijgen. Een jaar later zou hij zijn uitgeverij starten. Ondanks zijn eigen heteroseksualiteit, was hij begaan met het lot van de homoseksuele gemeenschap. Hij wordt wel omschreven als de eerste straight ally van de Duitse homo-emancipatiebeweging.
Max Spohr Verlag, de uitgeverij van Spohr, zou vanaf 1899 ruim 120 publicaties doen die te maken hadden met homoseksualiteit. Publicaties over dit onderwerp waren sinds eind 19e eeuw niet ongewoon, maar een dergelijk grote productie was dat wel. Hij publiceerde de werken van Oscar Wilde en schreef over diens vervolging. Ook vrouwelijke homoseksualiteit kreeg aandacht. Hij gaf met regelmaat het Jahrbuch für sexuelle Zwischenstufen unter besonderer Berücksichtigung der Homosexualität uit.
Toch was zijn uitgeverij niet enkel gericht op dit onderwerp. Hij gaf tevens stukken uit over seksualiteit in het algemeen, occultisme, dat met figuren zoals Helena Blavatsky en Éliphas Lévi eind 19e eeuw in opkomst was, de reformbeweging, die in de jaren 1920 met homoseksualiteit verbonden zou worden door Anita Berber, filosofie en cultuurgeschiedenis. Na zijn betrekkelijk vroege overlijden door een vorm van kanker, zou zijn broer de uitgeverij overnemen. Daarna ging het bedrijf over op zijn zoon, die het tot 1942 draaiende hield.

## Wissenschaftlich-humanitäre Komitee
in 1897 richtte Spohr samen met Hirschfeld, schrijver Franz Joseph von Bülow en jurist Eduard Oberg het Wissenschaftlich-humanitäre Komitee op. Het Kommitee had tot doel de afschaffing van paragraaf 175, dat homoseksualiteit strafbaar stelde. Het Komitee zou een Nederlandse tak krijgen, Nederlandsch Wetenschappelijk Humanitair Komitee, dat daarmee de eerste Nederlandse organisatie werd voor homo-emancipatie en een voorloper van het huidige COC Nederland. Het Nederlandsch Komittee zou net als de Duitse organisatie zich afzetten tegen anti-homoseksuele wetgeving, in Nederland vooral artikel 248bis van het Wetboek van Strafrecht.

## Max Spohr-Preis
Sinds 2001 wordt door lhbti-organisatie Völklinger Kreis een prijs uitgereikt die de naam van Max Spohr draagt. De prijs wordt aan werkgevers gegeven die een uitermate sterk diversiteitsbeleid voeren, waarbij de aandacht vooral ligt op het gebied van lhbti-diversiteit.
- Gemeinsame Normdatei: 128514477
- International Standard Name Identifier: 0000 0000 4566 2180
- Library of Congress Control Number: no2002073231
- Virtual International Authority File: 18278255
- WorldCat: E39PBJdGMbv4gKgtYdVt74jt8C